# Leuctra muranyii
Leuctra muranyii is een steenvlieg uit de familie naaldsteenvliegen (Leuctridae). De wetenschappelijke naam van de soort is voor het eerst geldig gepubliceerd in 2011 door Vinçon & Sivec.